# Mercedes-Benz type 126
Mercedes-Benz type 126 var modelkoden for Mercedes-Benz S-klassen i årene 1979 til 1991.
Bilen blev også produceret på en fabrik i Sydafrika til og med 1994, og kunne i USA også fås med dieselmotor.

## Versioner
- SE = 4-dørs kort sedan type W126
- SEL = 4-dørs lang sedan type V126
- SEC = 2-dørs coupé type C126

| Stub | Spire Denne bilrelaterede artikel er en spire som bør udbygges. Du er velkommen til at hjælpe Wikipedia ved at udvide den. |